# Contea di Sayn-Homburg
La contea di Sayn-Homburg (da non confondersi con il successivo Stato di Sayn-Wittgenstein-Homburg) era uno stato nella Germania medievale.

## Storia
La contea di Sayn-Homburg nacque come partizione dello Sponheim-Sayn nel 1283. Nel 1345 Salentino, figlio del Conte Goffredo, sposò l'erede della contea di Wittgenstein e le contee furono unite, e alla morte di Salentino, furono fuse per formare la contea di Sayn-Wittgenstein.

## Conti di Sayn-Homburg (1283–1384)
- Engelberto (1283–1336)
- Goffredo (1336–84)